# Wheaton (Illinois)
Wheaton es una ciudad ubicada en el condado de DuPage en el estado estadounidense de Illinois. En el censo de 2010 tenía una población de 52.894 habitantes y una densidad poblacional de 1.785,49 personas por km².

## Geografía
Según la Oficina del Censo de los Estados Unidos, Wheaton tiene una superficie total de 29.62 km², de la cual 29.14 km² corresponden a tierra firme y (1.63%) 0.48 km² es agua.

## Demografía
Según el censo de 2010, había 52894 personas residiendo en Wheaton. La densidad de población era de 1.785,49 hab./km². De los 52894 habitantes, Wheaton estaba compuesto por el 87.28% blancos, el 4.46% eran afroamericanos, el 0.18% eran amerindios, el 5.14% eran asiáticos, el 0.02% eran isleños del Pacífico, el 0.91% eran de otras razas y el 2.01% pertenecían a dos o más razas. Del total de la población el 4.95% eran hispanos o latinos de cualquier raza.